# Ilaro Stadion
Het Ilaro Stadion is een multi-functioneel stadion in de stad Abeokuta, Nigeria. Het stadion werd gebouwd in 2008 en wordt hoofdzakelijk gebruikt voor voetbalwedstrijden, omdat de voetbalclub Gateway United FC er zijn thuisbasis heeft. Het stadion biedt plaats aan zo'n 12.000 toeschouwers.